# 邵葆醇
邵葆醇（?—?），字睦民，号菘畴，順天府宛平人，清朝政治人物，同進士出身。

## 生平
祖籍浙江余姚县，祖邵自镇 、父邵庾曾同登乾隆二十六年（1761年）辛巳恩科进士。
父邵庾早逝，邵葆醇自小受祖邵自镇调教，于乾隆五十五年（1790年）庚戌恩科進士。嘉庆二十二年（1817年）接替陳蒸，於台灣擔任台灣府海防兼南路理番同知。品等為正五品的該官職隸屬於台灣府，主管全台灣船政治安業務及台灣南路之台灣原住民事務，相當於副知府。其同族之后邵友濂在光绪朝任台湾布政使、巡抚。
子邵甲名登嘉慶二十四年（1819年）己卯恩科进士，故一门4世连捷进士。